# Algidus marmoratus
Algidus marmoratus  es una especie de araña araneomorfa de la familia Lycosidae. Es el único miembro del género monotípico Algidus. Es originaria de Venezuela.